# فرانك وودرو ويلسون
فرانك وودرو ويلسون (بالإنجليزية: Frank Woodrow Wilson)‏ هو قاضي ومحامي وشخصية أعمال وسياسي أمريكي، ولد في 29 نوفمبر 1923، وتوفي في 8 يوليو 2013. حزبياً، نشط في الحزب الديمقراطي. وقد انتخب عضو مجلس نواب لويزيانا.